# Saemundssonia uppalensis
Saemundssonia uppalensis är en insektsart som först beskrevs av Rudow 1870.  Saemundssonia uppalensis ingår i släktet Saemundssonia och familjen fjäderlöss. Inga underarter finns listade i Catalogue of Life.